# (74) Galatea
(74) Galatea ist ein Asteroid des mittleren Hauptgürtels, der am 29. August 1862 vom österreichischen Astronomen Ernst Wilhelm Leberecht Tempel in Marseille entdeckt wurde.
Für den Namen wurden zwei mögliche Interpretationen genannt. Entweder bezieht er sich auf den (neuzeitlichen) Namen für die Marmorstatue des zypriotischen Bildhauers Pygmalion, in die er sich verliebt hatte. Die andere Möglichkeit ist, dass der Asteroid nach der Nereide Galateia benannt wurde, die von Akis geliebt wurde, woraufhin ihn der eifersüchtige Kyklop Polyphem erschlug. Die Benennung erfolgte durch Karl Ludwig von Littrow auf Wunsch des Entdeckers. Der Name Galatea wurde auch einem der Monde Neptuns gegeben.

## Wissenschaftliche Auswertung
Aus Ergebnissen der IRAS Minor Planet Survey (IMPS) wurden 1992 Angaben zu Durchmesser und Albedo für zahlreiche Asteroiden abgeleitet, darunter auch (74) Galatea, für die damals Werte von 118,7 km bzw. 0,04 erhalten wurden. Nach der Reaktivierung von NEOWISE im Jahr 2013 und Registrierung neuer Daten wurden die Werte 2015 zunächst mit 105,1 oder 111,9 km bzw. 0,04 oder 0,05 angegeben und dann 2016 korrigiert zu 130,3 km bzw. 0,03, diese Angaben beinhalten aber alle hohe Unsicherheiten.
Photometrische Beobachtungen von (74) Galatea fanden erstmals statt am 29. Oktober und 8. November 1978 am Table Mountain Observatory in Kalifornien. Da die Lichtkurve nur in zwei weit auseinanderliegenden Nächten aufgezeichnet wurde, konnte für die Rotationsperiode nur eine ungefähre Abschätzung zu etwa 9,0 h erfolgen. Eine Messung vom 1. Februar bis 23. März 2008 am Organ Mesa Observatory in New Mexico erbrachte jedoch eine Lichtkurve mit vier Maxima und Minima pro Periode und führte zu einem Wert von 17,270 h. Dieses Ergebnis konnte durch eine neue Beobachtung am gleichen Observatorium vom 28. März bis 3. April 2009 bestätigt werden, wo ebenfalls eine Periode von 17,268 h bestimmt wurde.
Aus archivierten Daten des Asteroid Terrestrial-impact Last Alert System (ATLAS) aus dem Zeitraum 2015 bis 2018 wurde dann in einer Untersuchung von 2020 mit der Methode der konvexen Inversion ein Gestaltmodell des Asteroiden und eine Periode von 17,2678 h berechnet. Eine weitere Beobachtung am Organ Mesa Observatory vom 18. November bis 19. Dezember 2020 führte wieder zu einer Rotationsperiode von 17,266 h, während eine halb so lange Periode definitiv ausgeschlossen werden konnte.
Zwischen 2012 und 2018 wurden mit der All-Sky Automated Survey for Supernovae (ASAS-SN) auch photometrische Daten von 20.000 Asteroiden aufgezeichnet. Auf mehr als 5000 davon konnte erfolgreich die Methode der konvexen Inversion angewendet werden, darunter auch (74) Galatea, für die in einer Untersuchung von 2021 ein verbessertes dreidimensionales Gestaltmodell für zwei alternative Rotationsachsen mit prograder Rotation und einer Periode von 17,2675 h berechnet wurde. Aus den Daten von ATLAS konnte in einer Untersuchung von 2022 mit der Methode der konvexen Inversion erneut eine Rotationsperiode von 17,2678 h berechnet werden.
Abschätzungen von Masse und Dichte für (74) Galatea aufgrund von gravitativen Beeinflussungen auf Testkörper ergaben in einer Untersuchung von 2012 eine Masse von etwa 6,13·1018 kg, was mit einem angenommenen Durchmesser von etwa 121 km zu einer Dichte von 6,66 g/cm³ führte bei keiner Porosität. Diese Werte besitzen allerdings eine hohe Unsicherheit im Bereich von ±89 %.